# 特申条约
特申条约（又称特申和约）是奥地利哈布斯堡王朝和普鲁士王国于1779年5月13日在当时的奥地利西里西亚的特申签署的一份和约，结束了近一年的巴伐利亚王位继承战争。

## 背景

### 继承权危机
1777年，维特尔斯巴赫选帝侯马克西米利安三世·约瑟夫（膝下并无子女）去世后，哈布斯堡王朝皇帝约瑟夫二世试图获得巴伐利亚选帝侯和上普法尔茨的大部分领土。约瑟夫二世以与马克西米利安三世·约瑟夫的妹妹玛丽亚·约瑟法（已于1767年去世）的婚姻为依据，宣称自己拥有该领土的所有权。根据维特尔斯巴赫王朝巴伐利亚分支和普法尔茨分支先前达成的继承协议，当时马克西米利安的直系继承人应该是他的远房表亲普法尔茨伯爵兼选帝侯卡尔·特奥多尔。卡尔·特奥多尔同意与皇帝约瑟夫二世达成协议，允许他以部分巴伐利亚遗产来换取部分奥属尼德兰。自1778年1月16日起，奥地利军队进驻下巴伐利亚施特劳宾地区。最终，双方预期的以巴伐利亚土地交换奥属尼德兰由于外部干预，最终未能达成协议。
可是，身为继承人的卡尔·特奥多尔同样没有他的合法继承人，只能指定其为其普法尔茨的堂兄——茨韦布吕肯公爵卡尔二世·奥古斯特。然而，卡尔二世·奥古斯特反对任何一项可能剥夺其继承巴伐利亚权利的协议，并向当时设于雷根斯堡的帝国议会提出上诉。他的主张得到了普鲁士国王腓特烈大帝的支持，后者同样反对奥地利领土的任何扩张；萨克森也积极加入支持，因为其希望韦廷选帝侯家族与维特尔斯巴赫家族联姻，从而获得部分遗产的继承权。

### 王位继承战争爆发
1778年7月5日，在奥地利与普鲁士未能就分歧达成协议后，普鲁士军队悍然入侵波希米亚，巴伐利亚王位继承战争爆发。然而，由于普军的补给困难，战争陷入僵局：普鲁士军未能深入推进波希米亚境内，而奥地利方面也不愿入侵萨克森或普鲁士。这在一定程度上是因为约瑟夫二世的母亲、波希米亚女王兼奥地利大公玛丽亚·特蕾西亚皇后在意识到战局陷入僵持后，坚决反对继续战争。
她向普鲁士国王腓特烈二世发出和谈倡议，并迫使其子接受法国和俄罗斯的调解。和平最终在俄国女皇叶卡捷琳娜大帝的倡导下达成，由俄国和法国共同担保。

## 条约签订

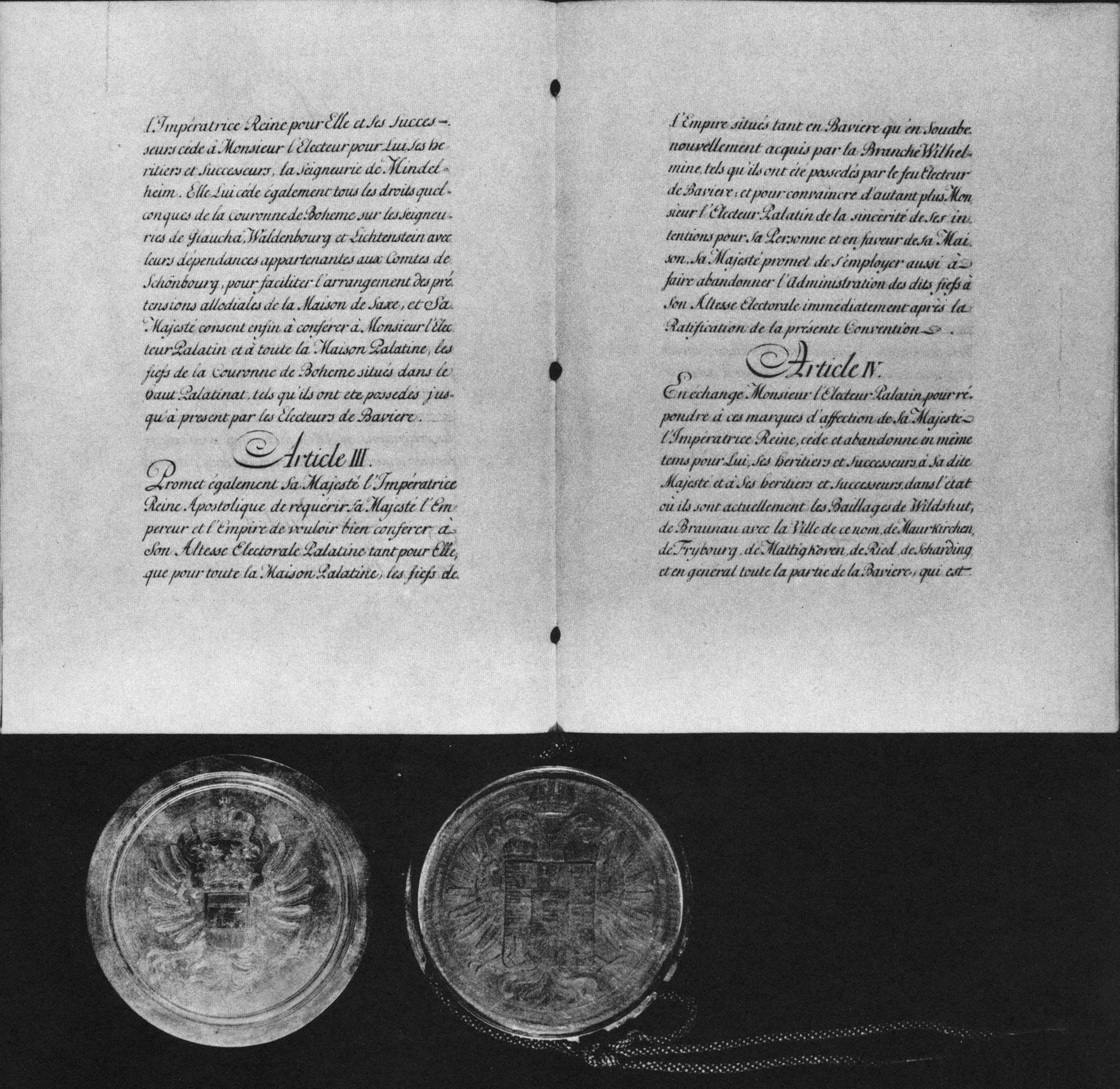
奥地利对《特申条约》的批准文件（第二至第四条）

### 奥地利大公国
根据条约内容，作为补偿，哈布斯堡家族统治的奥地利大公国将保留因河以东的巴伐利亚领土，该地区当时被称为“因河区”（Innviertel），从帕绍主教领地延伸至萨尔茨堡大主教区的北部边界，面积约为2200平方公里。其余的巴伐利亚领土则划归卡尔·特奥多尔。因河区自并入上奥地利以来，除拿破仑战争期间短暂变动外，一直归属上奥地利至今。
然而，特申条约的另一个条件是奥地利必须承认普鲁士对位于法兰克尼亚的安斯巴赫和拜罗伊特两侯国的主权要求，这两地由霍亨索伦家族的克里斯蒂安·亚历山大藩侯以共主联合的形式统治。普鲁士最终于1791年付款购买了这两个侯国，

### 萨克森选侯国
由于萨克森选帝侯声称拥有巴伐利亚的完全继承权，于是在1778年巴伐利亚王位继承战争爆发后，萨克森选择站在普鲁士一边。1779年，随着特申条约签订，萨克森选侯国在和约中获得了600万吉尔德（弗罗林）的补偿。在战争结束后，1785年萨克森选侯国加入普鲁士组织的诸侯同盟，但仅仅参与了联盟于 1792对法国的战争，并未完全倒向诸侯联盟。

## 影响

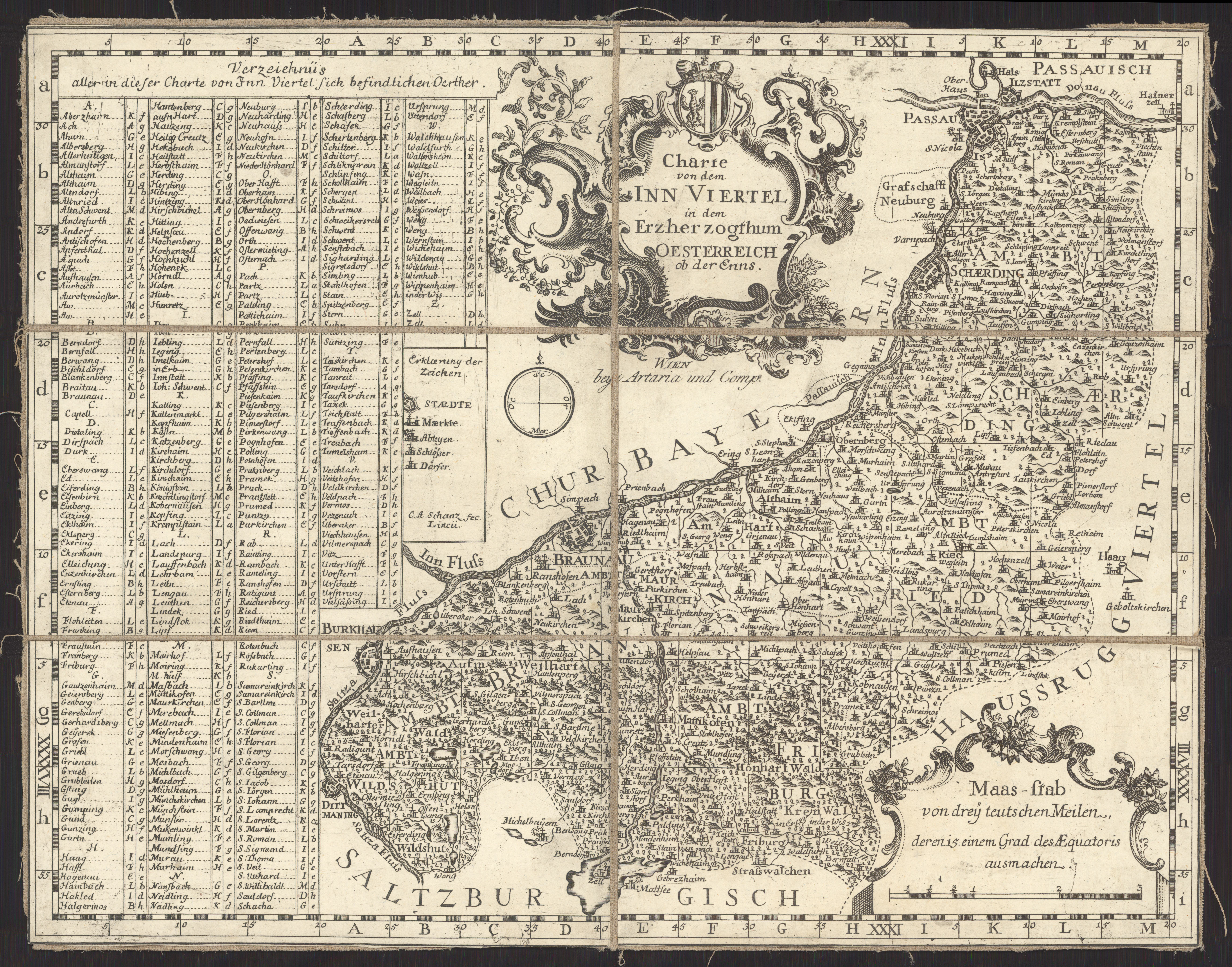
1790年德意志地区的地图

随着选帝侯卡尔·特奥多尔的顺利继位，巴伐利亚选侯国与莱茵普法尔茨重新统一由维特尔斯巴赫家族统治。根据1648年《威斯特伐利亚和约》中的条款，这两个选侯国的选票合并为一票，从而使神圣罗马帝国的选侯国数量减少至八个。
1785年，奥地利皇帝、玛丽亚·特蕾西亚的儿子兼继承人约瑟夫二世再次尝试将巴伐利亚领土并入其哈布斯堡领地，并与选帝侯卡尔·特奥多尔达成协议，拟以巴伐利亚换取奥属尼德兰。然而，约瑟夫二世依旧不愿完全让出奥属尼德兰的所有省份，协议最终在法国的默许反对与普鲁士的公开敌意下破裂。普鲁士国王腓特烈二世通过组织由多位帝国诸侯组成的“诸侯同盟”（Fürstenbund）来对抗该协议。自奥地利王位继承战争后，奥地利与普鲁士之间长期存在争夺中欧主导权的对立，被称为“德意志二元对立”（Deutscher Dualismus），这一格局持续至1866年。